# Тарасенко, Виктор Дмитриевич
Виктор Дмитриевич Тарасенко  — советский военнослужащий, участник Великой Отечественной войны, полный кавалер ордена Славы, сапёр сапёрного взвода 101-го гвардейского Берлинского стрелкового полка, 35-й гвардейской Лозовской Краснознаменной орденов Суворова и Богдана Хмельницкого стрелковой дивизии, 4-й гвардейского стрелкового корпуса, 8-й гвардейской армии, 1-го Белорусского фронта, гвардии рядовой.

## Биография
Родился 18.02.1913 в с. Боцманово ныне Неклиновского района Ростовской области в семье крестьянина. Русский. Окончил 4 класса в 1926. Работал рыбаком рыболовецкой артели рыбколхоза. В Красной Армии с мая 1943.
В боях Великой Отечественной войны с ноября 1943. Сапер 101-го гвардейского стрелкового полка 35-й гвардейской стрелковой дивизии гвардии рядовой Тарасенко 9—13.08.1944 под населённым пунктом Марьямполь (4 км севернее г. Гловачув, Польша) при отражении контратаки противника из автомата уничтожил 7 гитлеровцев, а 2 взял в плен. Участвовал в минировании переднего края обороны полка. Был ранен, но оставался в строю до конца работы. 24.08.1944 награждён орденом Славы 3 степени.
В ночь на 06.03.1945 близ г. Киц (Германия), рискуя жизнью, проделал проход в минных и проволочных заграждениях противника для штурмовой группы, сняв свыше 20 противотанковых и противопехотных мин. 05.05.1945 награждён орденом Славы 2 степени.
20.04.1945 у населённого пункта Оберсдорф (юго-восточнее г. Букков, Германия) проделал проход в заграждениях перед передним краем обороны противника. 24.04.1945 при форсировании канала Тельтов (г. Берлин, Германия) разминировал с саперами мост. Был ранен, но поле боя не покинул. 15.05.1946 награждён орденом Славы 1 степени.
В 1945 демобилизован. Вернулся в родное село. Трудился в рыбколхозе «Первомайский». Нагр. орд. Отечественной войны 1 ст., медалями, в том числе «За отвагу». Умер 10.9.1985.

## Награды
- Орден Славы 1-й степени (указ Президиума Верховного Совета СССР от 15.05.1946 года)
- Орден Славы 2-й степени (приказ командующего 8 гвардейской армии от 05.05.1945 года)
- Орден Славы 3-й степени (приказ командира 35 гвардейской стрелковой дивизии от 24.08.1944 года)
- орден Отечественной войны 1-й степени (указ Президиума Верховного Совета СССР от 11.03.1985 года)
- Медаль «За отвагу»
- Медали